# Partido Panameñista
El Partido Panameñista es un partido político nacionalista de Panamá siendo el cuarto partido en tamaño por cantidad de adherentes con 231.079 miembros. y ha gobernado el país tres veces desde la caída del régimen militar en 1989.
Su fundador fue Arnulfo Arias Madrid, quien fue Presidente de Panamá en los períodos (1940-1941, 1949-1951 y 1968).

## Historia

### Orígenes
Los orígenes del partido se remontan hasta 1923 con el nacimiento del movimiento nacionalista Acción Comunal. Estuvo conformado por jóvenes profesionales provenientes de la clase media y abogaban un nuevo modelo de nación panameña basado en "orden, trabajo y economía". Además proponían un adecentamiento en el gobierno, transparencia de los políticos y el rechazo de la influencia extranjera, sobre todo con la presencia estadounidense en Panamá.
El 2 de enero de 1931, se ejecutó un golpe de Estado con la acción de tres comandos de asalto provenientes de Acción Comunal. Controlaron los medios de comunicación, los cuarteles de policía y asaltaron la Presidencia de la República, derrocando al presidente Florencio Harmodio Arosemena. En la toma del edificio presidencial estuvo a cargo de Arnulfo Arias Madrid, médico cirujano, psiquiatra, ginecólogo y obstetra y primer panameño graduado en la Universidad de Harvard.
En esta acción resultaron muertos más de una decena de personas; y a pesar de que Acción Comunal deseaba que Harmodio Arias ocupara legítimamente la presidencia, el ministro estadounidense Roy Tasco Davis impuso condiciones al movimiento para la sucesión presidencial. Acción Comunal debió restituir el orden constitucional para que el designado ocupara la presidencia. No obstante, la Corte Suprema de Justicia declaró como inconstitucional las elecciones para designados en 1930 y reconoció a los designados de 1928, por lo que finalmente la presidencia de la República fue dada a Ricardo J. Alfaro, considerado por Acción Comunal como afín al gobierno estadounidense.
A pesar de que Acción Comunal no consumó sus objetivos y terminó disolviéndose después del hecho, la presencia del nacionalismo panameño tendría mayor hegemonía con la llegada de Arnulfo Arias a la presidencia en 1940.

### Primeros años

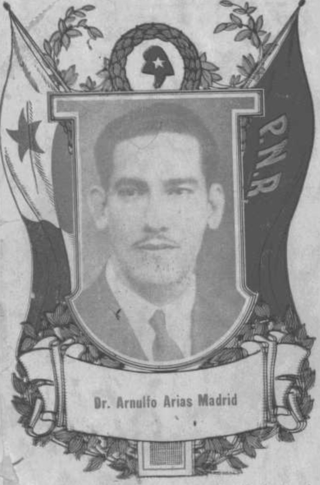
Arnulfo Arias, líder del partido, fue candidato ganador a la presidencia en las elecciones generales de 1940.

El partido fue fundado en 1932 por Harmodio Arias y Ezequiel Fernández con el nombre de Partido Nacional Revolucionario, que aglutinó a los antiguos miembros de Acción Comunal, siendo Fernández el primer presidente del partido. En las elecciones de 1936 el partido obtuvo cierto poder en el gobierno, cuando Fernández fue elegido como segundo vicepresidente de Juan Demóstenes Arosemena. Hacia 1939, el hermano menor de Harmodio, Arnulfo, toma las riendas del partido y empezó el proceso de transformación del partido, adoptando la ideología panameñista.
Arnulfo Arias ganó las elecciones de 1940 bajo la denominación de Partido Revolucionario. En su primera administración, Arias Madrid creó el Seguro Social, otorgó el voto femenino con limitaciones, fundó del Banco Agropecuario e Industrial, nacionalizó el comercio minorista, reglamentó la profesión de la abogacía, los bancos y el comercio, creó el patrimonio familiar, ordenó la emisión de papel moneda gracias la creación de un banco central, derogó la Constitución de 1904 y creó la Constitución de 1941, con avance social; no obstante fue derrocado en octubre de 1941.
Arias participó en las elecciones de 1948 por el Partido Panameñista pero fue derrotado; no obstante la Asamblea Nacional en 1949 señalaría que la votación era fraudulenta y que Arnulfo Arias era el ganador, llegando por segunda vez a la presidencia. Luego de suspender la constitución, fue derrocado en 1951. En 1968 Arias se postuló nuevamente a la presidencia y ganó las elecciones, pero es derrocado a los pocos días, el 11 de octubre de 1968, por la Guardia Nacional iniciándose así el régimen militar.
Arias se exiliaría a Miami para organizar la resistencia contra la dictadura militar. Miembros del antiguo partido panameñista y de otras facciones se levantaron en armas formando un movimiento guerrillero en Santa Fe de Veraguas, en las montañas de Coclé (Huacas de Quije) y en la provincia de Chiriquí, particularmente en Boquete y en el área fronteriza de Piedra Candela, siendo derrotados por la Guardia Nacional quienes contaban con el respaldo de logística y de inteligencia del Ejército de los Estados Unidos de América, acantonados en las bases militares en la antigua Zona del Canal de Panamá.

### Renacimiento durante el régimen militar
Cuando los militares permiten el regreso de Arias a Panamá en 1978, éste reinscribe el partido con el nombre de Partido Panameñista Auténtico. En las elecciones presidenciales de 1984, Arnulfo Arias se candidateó nuevamente para presidente, pero sufre de un fraude electoral favoreciendo al candidato del Partido Revolucionario Democrático (PRD), afín al régimen militar. Debido a las crecientes protestas contra la dictadura de Noriega, hechas por la Cruzada Civilista, Arias planeó participar en las elecciones presidenciales de 1989, pero la muerte lo sorprendió en 1988. Adicionalmente, Hildebrando Nicosia y Gaspar "Toti" Suárez secuestraron la dirección del partido, con el aval de los militares, en una movida para restar votos opositores en las elecciones de 1989, pero no resultó efectivo ya que bastantes miembros del partido desobedecieron a la directiva para sumarse en una alianza civilista democrática de partidos de oposición, conocida como ADOC.
En las elecciones de 1989, los panameñistan postularon al abogado Guillermo Endara como el líder de la alianza, y con el apoyo de los demócratas cristianos y los liberales nacionalistas del Molirena, ganaron la elección presidencial con una ventaja de 3-1 sobre el candidato del PRD, pero el general Manuel Antonio Noriega, dictador militar panameño, anuló las elecciones aduciendo "interferencia extranjera", desencadenando la invasión militar estadounidense, desmantelando el gobierno de Noriega que duró ocho años y reinstaurando el gobierno democrático, siendo Endara el nuevo presidente del país, al tomar posesión del cargo en la Zona del Canal.

### Partido Arnulfista: gobiernos de Endara y Moscoso

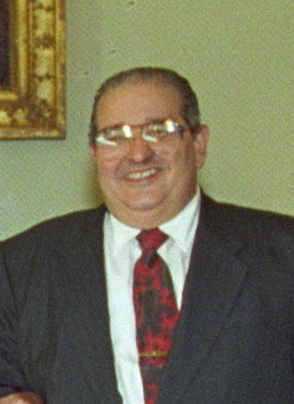
Guillermo Endara, líder panameñista y presidente de Panamá (1989-1994).

En 1991, Guillermo Endara y Mireya Moscoso, viuda de Arnulfo Arias, refundarían el partido con el nombre de Partido Arnulfista, aglutinando las fuerzas civilistas y panameñistas que apoyaron en los últimos años; Moscoso sería nombrada presidenta del Partido Arnulfista. Los demócratas cristianos abandonarían la coalición en diciembre de 1992, pero el grueso de su membresía civilista abandonaría el partido en favor del Partido Arnulfista, que pronto se volvería el segundo partido más grande del país, luego del PRD.
Durante el gobierno de Endara, el producto interno bruto pasó de -7,5% en 1989 por la crisis económica a +8% en 1992, se restablecieron las instituciones democráticas, se abolió el ejército (siendo el segundo país en América Latina en hacerlo), impulsó la reforma constitucional que creó la Autoridad del Canal de Panamá y creó la Autoridad de la Región Interoceánica, y finalmente debió reconstruir el país desde sus infraestructuras luego de la devastación que dejó la invasión estadounidense.
En las elecciones de 1994 se postuló Mireya Moscoso como candidata presidencial del Partido Arnulfista, la cual perdería las elecciones por estrecho margen debido a la división de los civilistas entre panameñistas-liberales, Molirena y la izquierda no torrijista (Rubén Blades), ante Ernesto Pérez Balladares del PRD.)
En 1999 Moscoso se postuló nuevamente, y sale victoriosa con el 42% de los votos para presidente, a pesar de la división entre las facciones panameñistas conservadores (Arnulfista y Molirena) y facciones panameñistas no alineadas ("saltamontes"), neo-civilistas (Renovación Civilista) y los demócratas cristianos cuyo candidato era el panameñista Alberto Vallarino. Junto con Moscoso, también se alió el partido Cambio Democrático, antiguo partido satélite del PRD. El gobierno de Moscoso tuvo un enfoque en el desarrollo rural y se construyó el Puente Centenario, sin embargo, los constantes escándalos de corrupción y nepotismo minaron la estabilidad del partido.
En las elecciones presidenciales de 2004, el Partido Arnulfista sufrió una división más significativa, ya que Guillermo Endara quien tenía malas relaciones con Moscoso decidió abandonar el partido y con el apoyo del Partido Solidaridad, se estableció una facción civilista que dividió al panameñismo en dos; entre en la facción conservadora del Partido Arnulfista, cuyo candidato era José Miguel Alemán, y Guillermo Endara. No obstante, esta fisura permitió al PRD ganar las presidenciales y regresó al poder con Martín Torrijos.

### Regreso al Partido Panameñista

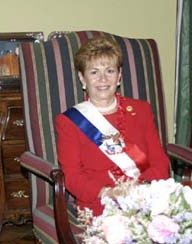
Mireya Moscoso, presidenta del Partido Arnulfista hasta el 2005 y presidenta de Panamá (1999-2004).

Tras esta derrota el partido sufrió una reestructuración, renombrándose originalmente a Partido Panameñista (nombre actual del partido). En cambio, Endara se desligó de Solidaridad sin volver al panameñismo y fundó su propio partido Vanguardia Moral de la Patria, de carácter civilista, no obstante los antiguos apoyos de Endara se desvanecieron: algunos regresaron al Partido Panameñista y otros se sumaron al centrista Cambio Democrático que estaba ganando fuerzas electorales.
El Partido Panameñista se mantuvo bajo la dirección de Mireya Moscoso, quien ganó en las elecciones internas la presidencia del partido, en alianza con el diputado Marco Ameglio quien asumió la primera vicepresidencia. Algunos meses después en marzo de 2005, Moscoso renunció formalmente a la presidencia del partido, encargando a Ameglio de manera transitoria el proceso de reestructuración.
Se convocaron a nuevas elecciones internas, donde concurrieron cuatro candidatos, Marco Ameglio, José Isabel Blandón, Harmodio Arias Cerjack (sobrino de Arnulfo Arias Madrid) y Juan Carlos Varela. Harmodio Arias y José Isabel Blandón declinaron posteriormente para apoyar a Varela, y finalmente la alianza de Varela se convirtió en la ganadora de las elecciones a la presidencia del partido en mayo de 2006.

### Elecciones de 2009: cogobierno con Martinelli
Siendo Varela el nuevo presidente del Partido Panameñista, se inició un proceso de relevo generacional insertándose jóvenes políticos de alrededor de 30 años en los principales puestos directivos. En 2008 se convocaron elecciones primarias para escoger el candidato a la Presidencia de la República rumbo a las elecciones generales de 2009, donde participaron siete precandidatos, de los cuales tres tenían opciones de ganar: Juan Carlos Varela, Alberto Vallarino y Marco Ameglio. Varela se proclamó ganador con el 54,96% de los votos frente a Vallarino (35,27%) y Ameglio (3,37%).
Varela inicialmente corrió como candidato propio del Partido Panameñista, pero la creciente popularidad del candidato opositor del partido Cambio Democrático, Ricardo Martinelli, que había sumado al Molirena, aliado tradicional del panameñismo y otros partidos opositores; debió ceder y en enero de 2009 se alió con Martinelli convirtiéndose en el vicepresidente dentro de la fórmula. Por primera vez en la historia del partido, el panameñismo debió conformarse con ser el segundo en una alianza. Sin embargo, con todas las facciones de oposición unificadas (salvo Endara) Martinelli venció con amplio margen a la candidata del PRD, Balbina Herrera.
Tras la llegada del poder de Martinelli en julio de 2009, el Partido Panameñista cogobernó en alianza con Cambio Democrático, Unión Patriótica y el Molirena; Varela asumió el rol de vicepresidente y canciller y algunos puestos clave fueron asignados al panameñismo (siendo Alberto Vallarino ministro de Economía). Adicionalmente algunos planes propuestos por el panameñismo fueron ejecutados como la bonificación a adultos mayores sin jubilación (Plan "100 a los 70"), entre otros de índole social.
Estando en el gobierno, Varela logró reelegirse como presidente del Partido Panameñista sin oposición alguna en julio de 2011.
No obstante, los problemas de institucionalidad, la corrupción y el masivo cambio de diputados panameñistas y PRDs a Cambio Democrático (transfuguismo) hicieron tambalear la alianza de gobierno, haciendo al Partido Panameñista más crítico al gobierno, al punto que el presidente Martinelli destituyó a Varela como canciller el 30 de agosto de 2011, teniendo como resultado la ruptura de la alianza y la salida del panameñismo del gobierno de Martinelli. Finalmente, el Partido Panameñista sufre más pérdidas con la renuncia forzada del alcalde del distrito de Panamá, Bosco Vallarino, en enero de 2012; el cambio de tolda de más diputados panameñistas al CD y una campaña mediática generada por el gobierno donde el propio Varela a pesar de ser vicepresidente quedó impedido dentro del engranaje gubernamental, al ser opositor y poniendo al partido en una situación dudosa sobre el liderazgo de Varela.

### Elecciones de 2014: gobierno de Varela

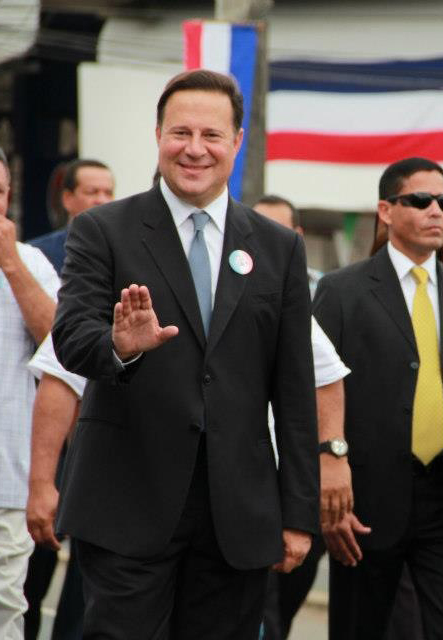
Juan Carlos Varela, presidente del Partido Panameñista desde 2006, vicepresidente (2009-2014) y presidente de Panamá entre 2014 y 2019.

El 17 de marzo de 2013 se celebraron nuevas elecciones primarias para escoger al candidato presidencial de las elecciones generales del 2014. Se postularon cinco precandidatos de los cuales sólo dos eran notables: Juan Carlos Varela y Luis Barría Moscoso, sobrino de Mireya Moscoso; sin embargo, Barría se retiró de la contienda dejando solamente a Varela como virtual ganador. Con apenas un 35% de inscritos eligieron a Varela como candidato presidencial con más del 99% de los votos.
A pesar de la victoria, un grupo disidente encabezado por la propia Mireya Moscoso, quien aún retenía cierta influencia dentro del partido, y Arnulfo Arias Olivares, nieto del expresidente Arnulfo Arias Madrid y defensor de los miembros del partido, decidieron no participar en las primarias, argumentando debilidad y falta de liderazgo por parte de Varela e inclusive Arias Olivares exigió la renuncia de Varela como presidente del partido.
A diferencia del 2009, Varela siguió adelante con su campaña presidencial y debió enfrentarse ante dos candidatos que tenían mejores perspectivas según encuestas de opinión: José Domingo Arias, del gobernante Cambio Democrático y del ex-aliado panameñista Molirena, y Juan Carlos Navarro del opositor PRD. El panameñismo sumó fuerzas con el Partido Popular (demócrata cristiano) y con sectores independientes que propulsaron la figura independiente de Isabel Saint Malo como compañera de fórmula de Varela.
Contra pronósticos que ponían a Varela como tercero en la intención de votos, el constante acoso por parte del presidente Martinelli y miembros de Cambio Democrático y la pequeña disidencia dentro del Partido Panameñista encabezada por Moscoso y Arias Olivares, que públicamente patrocinaron el voto hacia el candidato de gobierno, el 4 de mayo de 2014 Varela obtuvo la victoria en las elecciones presidenciales al vencer al candidato de la alianza oficialista José Domingo Arias con un 39% de los votos emitidos, recibiendo muchos votos del sector independiente. Así mismo, el partido ganó la alcaldía del distrito de Panamá a manos de José Isabel Blandón; sin embargo, a nivel de diputados, el partido quedó relegado en minoría con apenas 12 diputado más uno (1) de su aliado Partido Popular. El Partido Panameñista y al menos una decena de sus candidatos a diputados presentaros recursos de impugnación a diputados electos del Partido Cambio Democrático y apoyó a candidatos del Partido Revolucionario Democrático que hicieron lo mismo. 11 de estas impugnaciones fueron aceptadas por el Tribunal Electoral, lo que llevó a una serie de elecciones parciales en las que el Partido Panameñista logró pasar de 12 a 16 diputados.
Debido a esto debió negociar con la bancada del PRD para buscar la gobernabilidad.
Juan Carlos Varela asumió el tercer gobierno panameñista el 1 de julio de 2014 y sucedió a Ricardo Martinelli. Dentro de su plan de gobierno están la eliminación de las letrinas a nivel nacional, el control de precios de emergencia en 22 productos de la canasta básica familiar, la implantación del idioma inglés en todas las escuelas públicas del país y la continuación del Metro de Panamá a través de las líneas 2 y 3.

### 2019
El Partido Panameñista eligió candidato presidencial para las elecciones generales de 2019 en las primarias realizadas el 28 de octubre de 2018, debido a que la Constitución Panameña impide que el presidente pueda optar a la reelección. En estas fue elegido candidato presidencial José I. Blandón, entonces alcalde (en licencia) de la Ciudad de Panamá, con el 57% de los votos frente a Mario Etchelecu, quien fungió como Ministro de Vivienda durante el Gobierno de Juan Carlos Varela (por ley electoral debía separarse del cargo para postularse), con el 38% de los votos, y el resto de los precandidatos que obtuvieron, en su conjunto, menos del 5% de los votos. En dichas primarias participaron el 49% de los inscritos en el partido.
En las elecciones generales de 2019 el candidato presidencial José I. Blandón apenas obtuvo el 11.84%  de la alianza Panamá Podemos (Partido Panameñista y Partido Popular); de los cuales, el Partido Panameñista aportó 174,113 votos, 8,86% de los votos totales, sufriendo su peor derrota quedando en cuarta posición en la carrera presidencial.  A nivel de porcentajes, ha sido el resultado más bajo que ha obtenido el Panameñismo.
En los resultados legislativos el Partido Panameñista perdió la mitad de su bancada en la Asamblea Nacional y se redujo a 8 diputados.
Adicional, el Partido Panameñista perdió la Alcaldía de la Ciudad de Panamá, que pasó a manos del Partido Revolucionario Democrático y su candidato José Luis Fábrega.
Durante el periodo 2019-2024 el Partido Panameñista ejerce como oposición política al gobierno de Laurentino Cortizo del Partido Revolucionario Democrático.
El Partido liderado por José Blandón se encuentra en un proceso de cambios y renovación. Blandón ganó la presidencia interina en 2019 y se han dado cambios y propuestas significativas en torno a los estatutos del Partido.

### 2022
El Partido Panameñista elige nuevamente como Presidente a José Isabel Blandón y renueva su Directorio Nacional.

## Ideología
El Partido Panameñista ha sido transversalmente clasificado dentro del nacionalismo, autodenominado por la propia formación como «panameñismo», concepto constantemente utilizado y que hace referencia la retórica de Arnulfo Arias. Dicho carácter nacionalista proviene del rechazo histórico al intervencionismo de Estados Unidos en Panamá.[cita requerida]
La doctrina panameñista, manteniendo el anticomunismo y antiimperialismo propio de Arias, fue evolucionando desde un nacionalismo proteccionista hacia un nacionalismo conservador. Después del régimen militar de Manuel Noriega y con la generación de un bipartidismo imperfecto, el panameñismo se consolidaría en la derecha política, dada su contraposición a las posturas socialdemócratas y latinoamericanistas del Partido Revolucionario Democrático.[cita requerida]

## Bandera
La bandera del Partido Panameñista está dividida en tres campos de colores: el color morado significa los sacrificios pasados, presentes y futuros en la lucha por un Panamá mejor, frase inspirada por Arnulfo Arias. El color amarillo significa la fe intuitiva de hombres, mujeres y niños en el advenimiento de una nueva era de luz, fraternidad, paz y abundancia; y el color rojo significa la sangre derramada por los mártires panameñistas de todos los tiempos, por razón de las luchas por la justicia, independencia y democracia.

## Historia electoral
|  | 46.91 % |

|  | 97.27 % |

|  | 19.60 % |

|  | 20.82 % |

|  | 13.23 % |

|  | 37.58 % |

|  | 30.89 % |

|  | 34.57 % |

|  | 71.18 % |

|  | 0.42 % |

|  | 19.85 % |

|  | 28.77 % |

|  | 10.86 % |

|  | 18.50 % |

|  | 30.39 % |

|  | 8.86 % |

|  | 5.29 % |